# Популярна музика
Популярната музика е широка категория музикални жанрове, насочени към широката публика и имащи обикновено развлекателна функция. Тя е форма на популярно изкуство и заедно с фолклорната музика, която има предмодерни корени, образува ежедневната музика в контраст със свързаната с високата култура художествена музика. Популярната музика включва множество жанрове, сред които попмузика, рок музика, джаз, блус. Тя включва и специфични форми като филмовата музика.